# Aowelo
Un aowelo est un ensemble de blocs de basalte ; on en trouve dans la partie nord-ouest de la république de Djibouti. Le mot signifie « tas de pierre fait par les anciens » en afar.

## Description
Les pierres d'un aowelo forment un cercle, de plusieurs mètres de diamètre, qui peut s'élever à hauteur d'homme ou davantage. Certains ont une quarantaine de mètres de diamètre, d'autres mesurent jusqu'à trois mètres de haut.
Il existerait plusieurs centaines de ces tumulus dans cette région de Djibouti, peut-être liés aux gravures que l'on trouve dans la même zone.

## Interprétations
Ces constructions sont étudiées par l'archéologue français Benoît Poisblaud et son équipe. Ils datent leur construction du Ier millénaire avant notre ère. Il existe très peu d'informations sur la ou les sociétés qui construisirent ces monuments. Pour l'archéologue Roger Joussaume, les aowelos n'étaient peut-être que de simples promontoires erigés dans le but de faciliter l'observation de la région. Cependant, la découverte de tessons de céramique, d'outils, de tombes d'enfants, à proximité de certains aowelos pourrait indiquer qu'ils avaient d'autres fonctions.
Les aowelos pourraient être des vestiges laissés par une culture qui se serait développée grâce à la récolte du sel gemme à quelques kilomètres de là. Benoît Poisblaud l'a baptisée «civilisation asgoumhatienne», et estime qu'elle pourrait remonter au IIIe millénaire av. J.-C. Même si les habitants du voisinage entourent les aowelos de tout un imaginaire, ils n'hésitent pas à les utiliser pour construire une maison ou un abri pour les animaux. Ils les considèrent par ailleurs comme de possibles caches d'armes ou d'or.
Aucune continuité avec les habitants actuels n'a été mise en évidence, sauf l'utilisation de blocs de basalte, nombreux dans la région, pour leurs tombes.